# Hilwartshausen
Hilwartshausen is een deel van de gemeente Hann. Münden in het Landkreis Göttingen in de Duitse deelstaat Nedersaksen. Het is een onderdeel van  Gimte, een Ortschaft van Hann. Münden, en ligt 3½ km ten noorden van de stad van die naam, aan de westelijke oever van de Wezer en aan de Bundesstraße 80.
In 960 stichtte Otto I hier een klooster voor augustinessen. Oorspronkelijk was het een rijksonmiddellijk klooster. Het klooster werd in de 16e eeuw een evangelisch-luthers sticht, en kwam leeg te staan na de Dertigjarige Oorlog. De kloosterkerk werd afgebroken in de 18e eeuw. Van het klooster is alleen een schuur bewaard gebleven.

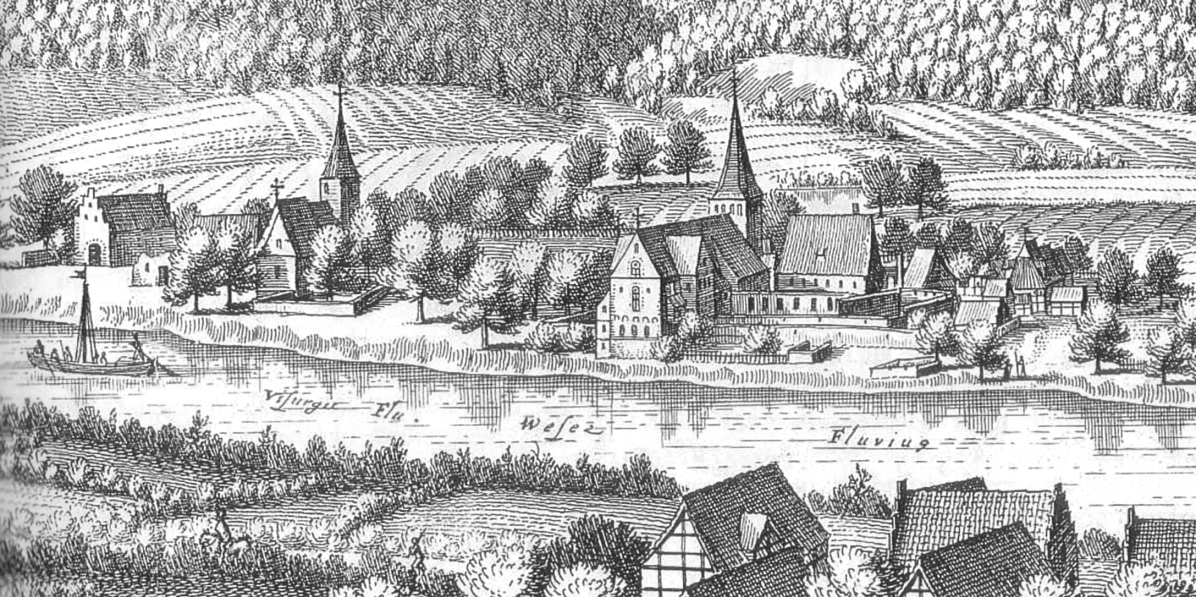
Merian-prent uit 1654 van Hilwartshausen
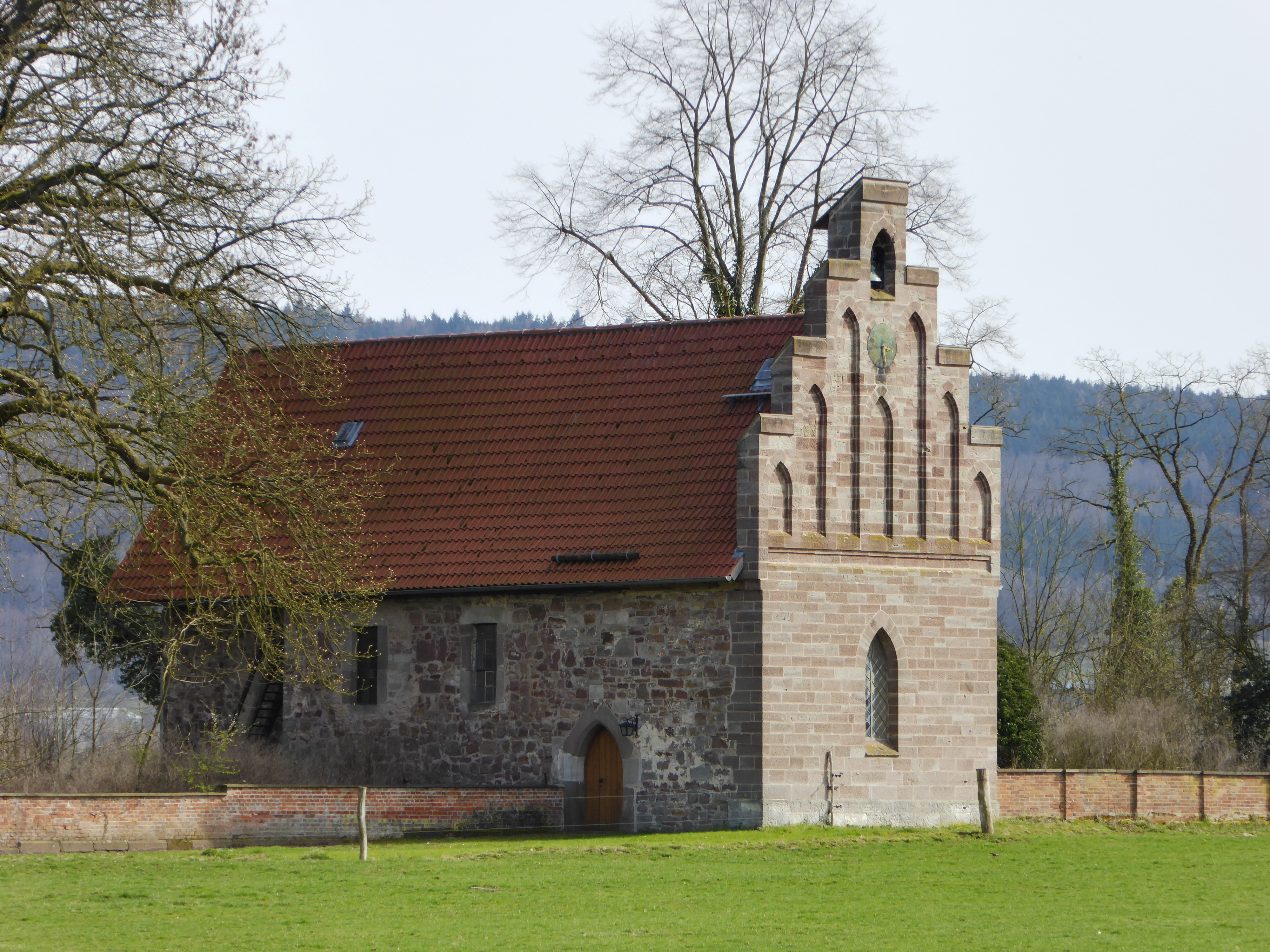
Hilwartshausen, evang.-luthers Sint-Pieterskerkje
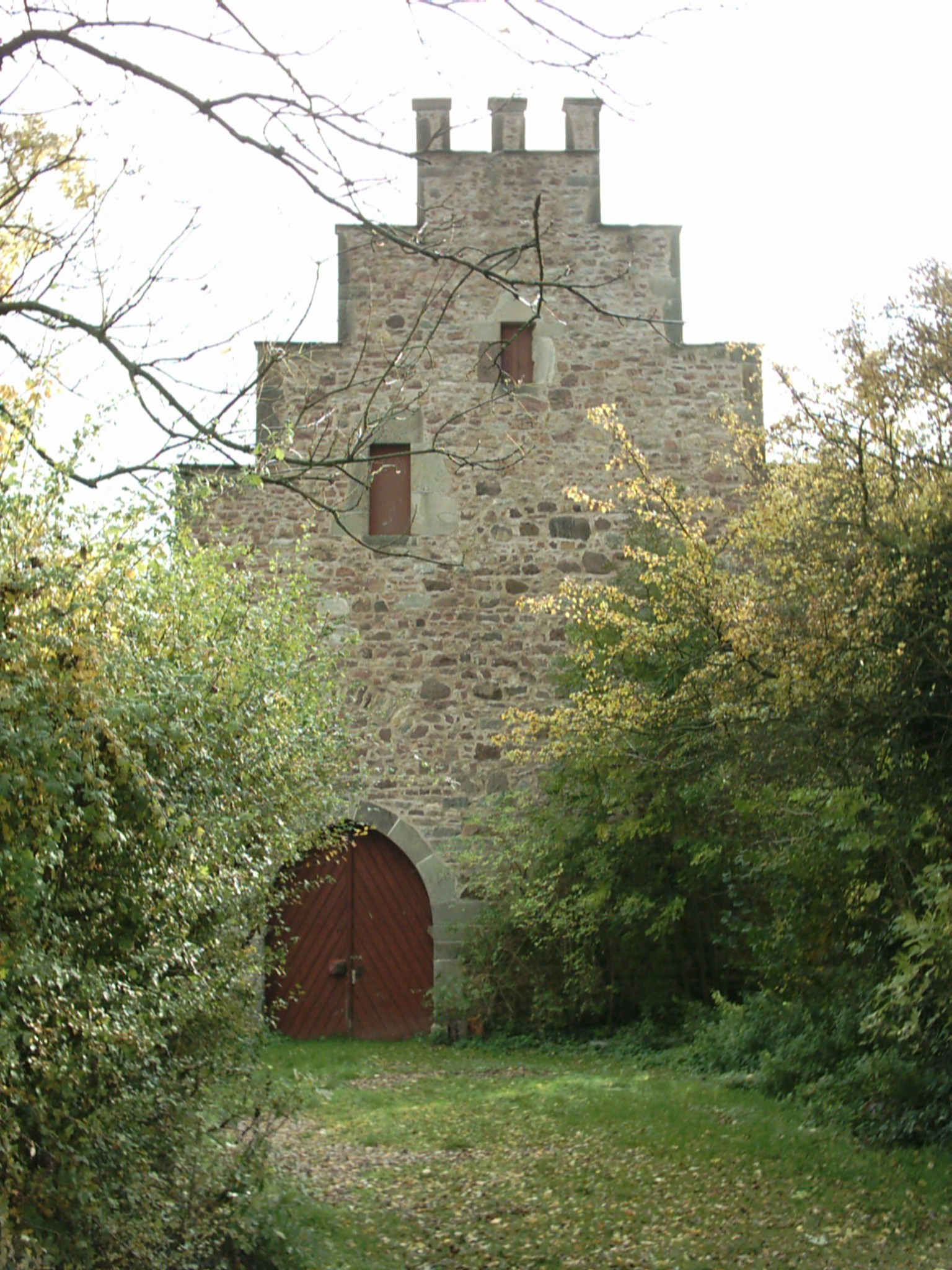
Schuur in gotische stijl

Het Sint-Pieterskerkje te Hilwartshausen dateert uit de middeleeuwen, maar werd in 1680 en in 1880 zó grondig gerenoveerd, dat beide keren eigenlijk grotendeels sprake was van sloop en nieuwbouw.
Er bestaat ook een dorp Hilwartshausen in de gemeente Dassel, gelegen in het Wezerbergland, eveneens in de Duitse deelstaat Nedersaksen.